# Divisione di Bikaner
La divisione di Bikaner è una divisione dello stato federato indiano di Rajasthan, di 6 902 347 abitanti. Il suo capoluogo è Bikaner.
La divisione di Bikaner comprende i distretti di Bikaner, Churu e Ganganagar, Hanumangarh.